# Binh pháp Tôn Tử

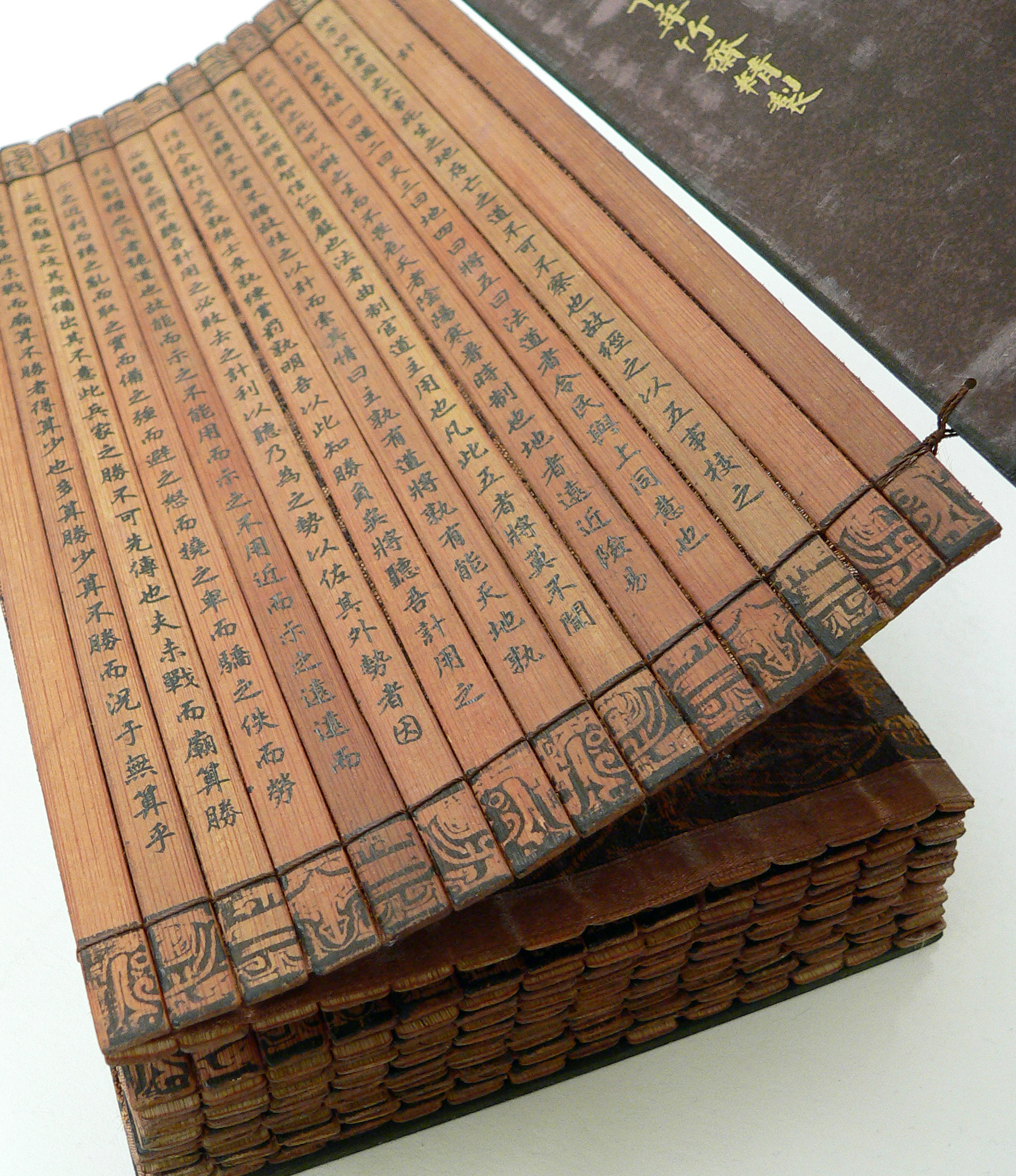
Bản bằng tre thời Càn Long.

Tôn Tử binh pháp hay Binh pháp Ngô Tôn Tử là sách chiến lược chiến thuật chữ Hán do Tôn Vũ soạn thảo vào năm 512 TCN thời Xuân Thu.
Cuốn sách giải thích và phân tích chi tiết về quân đội Trung Quốc, từ vũ khí và chiến lược đến cấp bậc và kỷ luật. Tôn Tử cũng nhấn mạnh tầm quan trọng của các nhà hoạt động tình báo và gián điệp đối với nỗ lực chiến tranh. Bởi vì Tôn Tử từ lâu đã được coi là một trong những nhà chiến thuật và phân tích quân sự giỏi nhất trong lịch sử, những lời dạy và chiến lược của ông đã hình thành nên nền tảng của huấn luyện quân sự tiên tiến trong nhiều thế kỷ.
Cuốn sách được dịch sang tiếng Pháp và xuất bản năm 1772 (tái bản năm 1782) bởi tu sĩ Dòng Tên người Pháp Jean Joseph Marie Amiot. Một bản dịch sang tiếng Anh đã được sĩ quan người Anh Everard Ferguson Calthrop dịch vào năm 1905 với tựa đề The Book of War. Bản dịch tiếng Anh có chú thích đầu tiên đã được Lionel Giles hoàn thành và xuất bản vào năm 1910. Các nhà lãnh đạo quân sự và chính trị như nhà lãnh đạo Trung Quốc Mao Trạch Đông, lãnh chúa Nhật Bản Takeda Shingen, đại tướng Việt Nam Võ Nguyên Giáp, và tướng quân đội Mỹ Norman Schwarzkopf Jr. đã lấy cảm hứng từ cuốn sách.

## Lịch sử
- Cuốn "Tôn Tử binh pháp" do Tôn Vũ dâng lên Ngô vương Hạp Lư là cuốn binh pháp hoàn chỉnh, được viết vào năm 512 trước Công nguyên. Theo Sử ký và theo luận bàn về Tôn Tử của Tào Tháo, đều có ghi chép rõ ràng về 13 chương sách của Tôn Vũ. Từ đời nhà Đường, nhà Tống về sau, xuất hiện khá nhiều thuyết lầm lạc đối với cuốn Tôn Tử binh pháp. Bởi vì từ sau đời nhà Tuỳ, cuốn binh pháp này đã bị thất truyền. Ở đời nhà Thanh người ta hiểu Tôn Tử binh pháp và Tôn Tẫn binh pháp là cùng một cuốn sách, Tôn Vũ và Tôn Tẫn cũng là một người, thậm chí còn cho rằng chỉ có Tôn Tẫn mà không có Tôn Vũ.
- Năm 1957 khi Quách Hóa Nhược viết về Binh pháp Tôn Tử còn dẫn lời Đỗ Mục cho rằng: Binh pháp Tôn Tử có 82 bài và 9 quyển hình vẽ cộng với cuốn "Ngô Việt Xuân Thu" ghi chép các câu hỏi và trả lời của Tôn Vũ với vua Ngô. Truyền đến đời Tam Quốc, được Tào Tháo chọn lựa, gọt sửa, biên tập và chú thích, bỏ chỗ thừa, chép những phần tinh tuý và xếp thành 13 thiên, tức là cuốn "Tôn Tử" lưu truyền đến ngày nay. Và khẳng định Tào Tháo đã giữ lại những nội dung chủ yếu của "Tôn Tử", đó là một cống hiến không thể lu mờ được[3].
- Tháng 4 năm 1972, hai cuốn sách Tôn Tử binh pháp (Tôn Vũ) và Tôn Tẫn binh pháp đồng thời tìm thấy trong một ngôi mộ cổ từ thời nhà Hán ở tỉnh Sơn Đông, Trung Quốc. Tháng 7 năm 1978, cuốn Tôn Tử binh pháp cũng được tìm thấy trong một ngôi nhà ở Thanh Hải Trung Quốc, những ngộ nhận kéo dài về cuốn Tôn Tử binh pháp bấy giờ mới được làm rõ.[4]
- Từ trước tháng 4 năm 1972, bản Tôn Tử binh pháp được lưu truyền cho là cổ nhất, đó là bản khắc đời Tống. Vào cuối đời nhà Hán đã được Tào Tháo chú giải, sau đó là Mạnh Thị nhà Lương, Lý Thuyên nhà Đường, Đỗ Mục, Trần Hạo, Giả Lâm, Mai Nhiêu Thần nhà Tống, Vương Triết, Hà Diên Tích và Trương Dư. Trong đó bản chú giải của Tào Tháo là có giá trị hơn cả. Đến năm 1957, Thượng tướng Quách Hóa Nhược (người Trung Quốc) đã viết lại Tôn Tử binh pháp theo thể văn ngày nay, dựa vào bản Tôn Tử trong Tứ bộ tùng san thời Gia Tĩnh nhà Minh. Những bản này có 13 bài (thiên): Bài 1 Kế, bài 2 Tác chiến, bài 3 Công mưu, bài 4 Quân hình, bài 5 Binh thế, bài 6 Hư thực, bài 7 Quân tranh, bài 8 Cửu biến, bài 9 Hành quân, bài 10 Địa hình, bài 11 cửu địa, bài 12 Hoả công, bài 13 Dụng gián. Sau khi dịch Quách Hóa Nhược chia thành 13 bài là: 1 Bàn về chiến tranh, 2 Tiến công chiến, 3 Tốc quyết chiến, 4 Vận động chiến, 5 Chủ động tính, 6 Linh hoạt tính, 7 Địa hình, 8 Sử dụng gián điệp, 9 Phán đoán tình huống, 10 Hoả công, 11 Quản lý giáo dục, 12 Quan hệ chỉ huy, 13 Tu dưỡng của tướng soái, rồi lại chia thành 108 đoạn.
- Từ năm 1972 về sau (khi đã có bản "gốc" Binh pháp Tôn Tử đời Hán) có nhiều hình thức viết về cuốn sách này nhằm giúp cho người đọc dễ hiểu, nhưng vẫn dựa trên nguyên tắc bản dịch của Quách Hóa Nhược, rồi đối chiếu sửa theo bản đời Hán. Bản của Mã Nhất Phu viết theo 13 thiên của Tôn Vũ, mỗi thiên có 3 phần là bản gốc, diễn giải (dựa theo Quách Hóa Nhược) và lời bình. Bản của Đức Thành lại biên tập theo ba mục lớn; 1, Tôn Tử binh pháp dẫn nhập; 2, Tôn Tử binh pháp ứng dụng; 3, Tôn Tử binh pháp nghiên cứu.
- Kể từ bài viết của Tào Tháo đã có đến vài trăm người tham gia. Kể từ thế kỷ 7, Binh pháp Tôn Tử đã vào Nhật Bản do sứ thần đưa về, không lâu truyền đến Triều Tiên, đến thế kỷ 18 truyền vào châu Âu qua các quốc gia Pháp, Anh, Đức mà lan khắp toàn thế giới.[5]

### Tác giả
Vào khoảng thế kỷ 12, một số học giả bắt đầu nghi ngờ về sự tồn tại lịch sử của Tôn Tử, chủ yếu với lý do ông không được nhắc đến trong tác phẩm kinh điển Tả truyện, trong đó đề cập đến hầu hết các nhân vật đáng chú ý thời kỳ Xuân Thu. Cái tên "Tôn Võ" (孫武) không xuất hiện trong bất kỳ văn bản nào trước Sử ký, và đã bị nghi ngờ là một nhận thức mô tả được tạo ra có nghĩa là "chiến binh chạy trốn": tên họ "Tôn" được coi là thuật ngữ liên quan "kẻ chạy trốn" (Tấn 遜), Trong khi "Võ" là đức tính của Trung Quốc cổ xưa nghĩa là "võ nghệ, dũng cảm" (wǔ 武), tương ứng với vai trò của Tôn Tử với tư cách là người thay mặt của người anh hùng trong câu chuyện về Ngũ Tử Tư. Không giống như Tôn Võ, Tôn Tẫn dường như là một người thực sự là người có thẩm quyền thực sự trong các vấn đề quân sự, và có thể là nguồn cảm hứng cho việc tạo ra nhân vật lịch sử "Tôn Tử" thông qua một hình thức thần thoại hóa lịch sử (euhemerism).

### Khám phá tại lăng mộ Ngân Tước sơn
Năm 1972, các thẻ tre Ngân Tước sơn được phát hiện trong hai ngôi mộ triều đại Hán (206 TCN - 220 sau CN) gần thành phố Lâm Nghi thuộc tỉnh Sơn Đông. Trong số nhiều tác phẩm thẻ tre có trong các ngôi mộ, đã được niêm phong từ 134 đến 118 TCN, tương ứng có hai văn bản riêng biệt, một văn bản được gán cho "Tôn Tử", tương ứng với văn bản nhận được và một văn bản khác được quy cho Tôn Tẫn, giải thích và mở rộng về Binh pháp Tôn Tử trước đó của Tôn Tử. Tài liệu của văn bản Tôn Tẫn trùng lặp với phần lớn văn bản "Tôn Tử" và cả hai có thể là "một truyền thống trí tuệ duy nhất, liên tục phát triển được hợp nhất dưới cùng họ Tôn". Phát hiện này cho thấy phần lớn sự nhầm lẫn trong lịch sử là do có hai văn bản có thể được gọi là "Binh pháp Tôn Tử", chứ không phải một. Nội dung của văn bản trước đó là khoảng một phần ba các chương của Binh pháp Tôn Tử hiện đại, và văn bản của chúng rất khớp với nhau. Hiện tại, người ta thường chấp nhận rằng phiên bản Binh pháp Tôn Tử trước đó đã được hoàn thành trong khoảng từ 500 đến 430 TCN.

## Tóm lược nội dung
Tôn tử binh pháp gồm 18 thiên hay chương, nhưng hiện tại chỉ tìm thấy 13 thiên gồm:
- Thiên thứ nhất: Kế sách (始計，始计)
- Thiên thứ hai: Tác chiến (作戰，作战)
- Thiên thứ ba: Mưu công (謀攻，谋攻)
- Thiên thứ tư: Quân hình (軍形，军形)
- Thiên thứ năm: Binh Thế (兵勢，兵势)
- Thiên thứ sáu: Hư thực (虛實，虚实)
- Thiên thứ bảy: Quân tranh (軍爭，军争)
- Thiên thứ tám: Cửu biến (九變，九变)
- Thiên thứ chín: Hành quân (行軍，行军)
- Thiên thứ mười: Địa hình (地形)
- Thiên thứ mười một: Cửu địa (九地)
- Thiên thứ mười hai: Hỏa công (火攻)
- Thiên thứ mười ba: Dùng gián điệp (用間，用间)

## Tầm ảnh hưởng

### Ảnh hưởng trên lĩnh vực quân sự
Theo nhận định của viên Sĩ quan Thomas Raphael Phillips, không những là binh thư cổ nhất mà Binh pháp Tôn Tử còn là binh thư kinh điển vĩ đại nhất trong lịch sử nhân loại. Từ giữa thế kỷ 20, các chuyên gia quân sự phương Tây đã thường xuyên vận dụng tư tưởng Tôn Tử để nghiên cứu các vấn đề quân sự. Trong nhiều tác phẩm nổi tiếng về quân sự, từ Chiến lược luận (Strategy) của Sir Basil Henry Liddell Hart, Đại chiến lược (The Great Strategy) của John M. Collins, cho đến Chỉ huy tác chiến (Game Plan: A Geostrategic Framework For the Conduct of the U.S-Soviet Contest) của Zbigniew Kazimierz Brzezinski, đều có thể nhận ra ảnh hưởng của tư tưởng Tôn Tử. Nhiều quan điểm trong Binh pháp Tôn Tử, như chiến lược thắng lợi trọn vẹn là không cần đánh mà khuất phục được kẻ địch, quan điểm thận trọng đối với chiến tranh (thận chiến) và hạn chế chiến tranh, quan điểm đánh bằng thủ đoạn ngoại giao (phạt giao) chú trọng liên minh chiến lược, càng chứng tỏ giá trị quý báu trong xu thế hoà bình và phát triển hiện nay. Ngoài ra, Tôn Tử còn dạy bài học rằng luôn phải chiếm đóng chỗ hiểm yếu, dễ làm chủ địa hình:
| “        | Phàm hạ trại nên ở nơi cao ráo tránh ẩm thấp, ở nơi sáng tránh chỗ tối tăm, ở nơi gần cỏ và nước có đường vận chuyển quân nhu tiện lợi, tướng sĩ không bị nhiễm bệnh, đó là đảm bảo cho chiến thắng. Hành quân ở vùng nhiều gò đống, đê điều, tất phải chiếm phần cao ráo sáng sủa, chủ yếu dựa vào phía bên phải. Cái lợi của cách dùng binh này là được lợi thế địa hình hỗ trợ. Phần thượng lưu mưa lớn tất nước sông sẽ dâng lên, nhất định không được vượt sông, phải chờ khi nước rút. Hành quân qua những vùng như "Thiên giản" là khe suối hiểm trở, "Thiên tỉnh" là nơi vách cao vây bộc, "Thiên lao" là nơi 3 mặt bị vây vào dễ ra khó, "Thiên hãm" là nơi đất thấp lầy lội khó vận động, "Thiên khích" là nơi hẻm núi khe hở. Khi gặp năm loại địa hình đó tất phải gấp rút chuyển đi, không nên đến gần, để cho địch ở gần nơi đó, ta nên hướng mặt về phía địa hình ấy mà cho địch xoay lưng vào đó. Hành quân qua những nơi mà hai bên sườn có nhiều chỗ hiểm trở, ao hồ đầm lầy, lau sậy um tùm, cây cối rậm rạp tất phải thận trọng dò xét vì đó là những nơi địch dễ có thể mai phục. | ” |
| — Tôn Tử | |   |

### Ảnh hưởng ngoài phạm vi Trung Quốc
Binh pháp Tôn Tử được du nhập vào Nhật Bản ngay từ thế kỷ 6, nhưng chưa phải là trọn bộ. Năm 525, Thiên hoàng Keitai đã nói với vị chỉ huy quân đội - Thân vương Arakabi rằng tính mạng của dân chúng và sự tồn tại của Nhà nước lệ thuộc vào một thống soái vĩ đại, đây hẳn là rút ra từ cuốn Tôn Tử. Người có công lớn nhất trong việc đưa Binh pháp Tôn Tử đến Nhật Bản chính là học giả người Nhật Kibi Makibi (Cát Bi Chân Bi, 693-775). Vào năm 716, khi ông được phái đến Trung Quốc để học tập thể chế nhà Đường. Sau 19 năm học tập các loại kinh, sử, học thuyết Trung Hoa, ông đã mang theo rất nhiều sách kinh điển của Trung Quốc về Nhật Bản, trong đó có cả Binh pháp Tôn Tử. Tương truyền, ông dùng Binh pháp Tôn Tử để đào luyện binh sĩ trước năm 760.. Sau khi vào Nhật Bản cuốn sách đã tạo nên một sức ảnh hưởng to lớn, và trở thành lý thuyết chỉ đạo quân sự chủ yếu của Nhật Bản. Trong đó nổi tiếng nhất là học giả Oe no Masafusa (Đại Giang Khuông Phòng). Cuốn Đấu chiến kinh do ông biên soạn được coi là trước tác lý luận quân sự đầu tiên trong lịch sử Nhật Bản. Tác phẩm này chịu ảnh hưởng sâu sắc của Binh pháp Tôn Tử, là một "kiệt tác bất hủ" dung hoà binh pháp Trung Quốc cổ đại với nền quân sự Nhật Bản.
Tại phương Tây Binh pháp Tôn Tử được du nhập đến Pháp đầu tiên. Vào năm 1772, cha đạo Joseph Marie Amiot đã phiên dịch và xuất bản cuốn sách tại Paris với tên gọi Nghệ thuật quân sự Trung Quốc, trong đó có"13 chương binh pháp Tôn Tử", đã gây được tiếng vang lớn.
Bản dịch tiếng Anh đầu tiên của Binh pháp Tôn Tử được xuất bản vào năm 1804. Tại phương Tây, Anh là nước nghiên cứu nhiều nhất về Binh pháp Tôn Tử. Trong số các bản dịch ngoại văn của cuốn sách này, những bản dịch tiếng Anh, do Anh xuất bản cũng có tầm ảnh hưởng rộng nhất.
Năm 1810, Binh pháp Tôn Tử được Bruno Nnavvrra dịch sang tiếng Đức và xuất bản tại Berlin với nhan đề Tác phẩm bàn về chiến tranh của các binh gia cổ điển Trung Quốc. Một Chuyên gia lý luận quân sự nổi tiếng của Đức là Carl von Clausewitz cũng chịu ảnh hưởng sâu sắc của Binh pháp Tôn Tử, điều này thể hiện rất rõ trong tác phẩm Bàn về chiến tranh (Von Kriege) của ông.
Việc nghiên cứu Binh pháp Tôn Tử tại Hoa Kỳ diễn ra khá muộn, sau khi Chiến tranh thế giới thứ hai chấm dứt mới bắt đầu. Cùng với sự phát triển của khoa học kỹ thuật, khiến cho hình thức và quy luật tác chiến truyền thống đã có sự thay đổi to lớn. Hệ thống lý luận quân sự truyền thống của châu Âu trở nên lỗi thời, thế nhưng Binh pháp Tôn Tử với nội hàm triết lý quân sự uyên thâm, đã thu hút sự chú ý của các chuyên gia chiến lược phương tây, giúp họ tìm ra đáp án để giải quyết các vấn đề thực tế. Sở trưởng sở nghiên cứu chiến lược thuộc đại học quốc phòng Hoa Kỳ là John Collins trong tác phẩm Đại chiến lược: nguyên tắc và thực tiễn (Grand Strategy Principles and Practices) xuất bản năm 1973 đã viết như sau: Tôn Tử là một nhân vật vĩ đại đã tạo lập nên hệ tư tưởng chiến lược đầu tiên của thời cổ đại... Cho đến tận ngày nay, vẫn không ai có được trình độ nhận thức sâu sắc đến thế về các mối quan hệ tương tác, các vấn đề cần nghiên cứu và những nhân tố ràng buộc đối với chiến lược. Phần lớn các quan điểm của ông vẫn giữ trọn vẹn giá trị trong thời đại ngày nay.

### Ảnh hưởng đối với các lĩnh vực khác
Ngay từ thời Chiến Quốc Bạch Khuê đã ứng dụng tư tưởng của Tôn Tử vào lĩnh vực kinh doanh và đạt được nhiều thành tựu lớn. Sang thời Bắc Tống, xuất hiện một tác phẩm lý luận về nghệ thuật Cờ vây Kỳ kinh thập tam thiên (Mười ba chương kinh điển đánh cờ), mô phỏng theo 13 chương của Binh pháp Tôn Tử. Từ nửa sau thế kỷ 20 trở lại đây, xu thế ứng dụng Binh pháp Tôn Tử trong những lĩnh vực phi quân sự càng trở nên sôi nổi. Trong những năm 50 của thế kỷ trước, tại Nhật Bản đã xuất hiện học phái quản lý kinh doanh theo binh pháp, và nhanh chóng gây ảnh hưởng trên phạm vi toàn thế giới, hình thành một trào lưu nghiên cứu Binh pháp Tôn Tử trong lĩnh vực kinh tế. Ngoài ra Binh pháp Tôn Tử còn được nghiên cứu dưới nhiều góc độ khác nữa, như triết học, y học, thể dục thể thao, khoa học hệ thống, lý thuyết quyết định, tâm lý học, ngôn ngữ học, toán học, dự trù học, quản trị hành vi, và đều có được thành quả to lớn 

### Ứng dụng trong kinh doanh
Những thương nhân nổi tiếng thời Tiên Tần là Đào Chu Công (Phạm Lãi), Bạch Khuê đã biết ứng dụng thành công Binh pháp Tôn Tử vào quản lý kinh doanh.
Bước vào xã hội hiện đại, nhiều nước tư bản phát triển không hẹn mà cùng có ý tưởng vận dụng Binh pháp Tôn Tử để cải thiện vấn đề quản lý kinh doanh của doanh nghiệp, giữa thế kỷ 20 tại Nhật Bản thậm chí còn hình thành một học phái kinh doanh bằng binh pháp, với sức ảnh hưởng lan toả khắp thế giới, hình thành cơn sốt nghiên cứu Binh pháp Tôn Tử trong lĩnh vực kinh tế. Nhiều công ty lớn thậm chí còn trực tiếp sử dụng Binh pháp Tôn Tử làm giáo trình huấn luyện dành cho các nhân viên quản lý bậc trung trở lên. Theo Thời báo kinh tế thế giới ra ngày ngày 24 tháng 1 năm 1983, một phái đoàn quản lý doanh nghiệp Trung Quốc đi thăm Nhật Bản để tham khảo kinh nghiệm quản lý doanh nghiệp, đã được cán bộ phía Nhật Bản giải thích như sau: Kinh nghiệm quản lý của chúng tôi đều xuất phát từ đất nước Trung Quốc của các anh, và tặng cho phái đoàn Trung Quốc một cuốn sách, thật bất ngờ, đó chính là Binh pháp Tôn Tử
Hoa Kỳ cũng đã đem Binh pháp Tôn Tử ứng dụng rộng rãi vào lĩnh vực quản lý kinh tế. Claude S. Gorge trong tác phẩm Lịch sử tư tưởng quản lý (The History of Managerial Thoughts) xuất bản năm 1972, đã nhận xét về giá trị to lớn của lý thuyết dùng người trong Binh pháp Tôn Tử đối với vấn đề quản lý doanh nghiệp hiện đại. Ông viết rằng: Nếu muốn trở thành nhân tài về quản lý, bạn nhất định phải đọc Binh pháp Tôn Tử. Vào năm 1979, D. A. Holway trong tác phẩm Lịch sử phát triển của tư tưởng quản lý cũng hết sức ca ngợi những tư tưởng quản lý kinh tế hàm ẩn trong Binh pháp Tôn Tử, và nhận xét rằng phương pháp phân chia cấp bậc quân đội, đẳng cấp tướng lĩnh trong quản lý quân sự, cách sử dụng thanh la, cờ xí, lửa hiệu để chuyền tin tức chứng tỏ Tôn Tử đã biết cách xử lý tốt các mối quan hệ giữa tham mưu và lãnh đạo trực tiếp, và cho rằng lý luận tổ chức kiểu mẫu cho quản lý doanh nghiệp hiện đại.
Trong chương Kế của Binh pháp Tôn Tử có viết. Tướng lĩnh phải có các đức tính (mưu trí), (uy tín), (nhân từ), (dũng cảm), (nghiêm minh). Đặt trong thương trường hiện đại, quan điểm này vẫn giữ nguyên ý nghĩa chỉ đạo phổ biến của nó, chỉ có điều chiến trường giờ đã đổi sang thương trường, tướng lĩnh của thương trường chính là các doanh nhân. Và một doanh nhân cũng phải biết về tình hình thương trường của mình, như binh pháp Tôn Tử có viết:
| “        | Chưa biết ý đồ chiến lược của các chư hầu, không thể tính việc kết giao; chưa thông địa hình sông núi, đầm hồ, không thể hành quân; không dùng người dẫn đường không thể chiếm địa lợi. Dùng binh đánh trận phải dựa vào biến hóa gian trá mới mong thành công, phải căn cứ vào chỗ có lợi hay không mà hành động, tùy sự phân tán hay tập trung binh lực mà thay đổi chiến thuật. Quân đội hành động thần tốc thì nhanh như gió cuốn, hành động chậm rãi thì lừng khừng như rừng rậm, khi tấn công thì như lửa cháy, khi phòng thủ thì như núi đá, khi ẩn mình thì như bóng tối, khi xung phong thì như sấm sét. Chiếm được làng xã phải phân binh đoạt lấy, mở rộng lãnh thổ, phải phân binh trấn giữ; cân nhắc lợi hại được mất rồi mới tùy cơ hành động. Trước hết phải rõ phương pháp biến cong thành thẳng để giành thắng lợi, ấy là nguyên tắc hành quân. | ” |
| — Tôn Tử | |   |

## Đánh giá
Mười ba chương sách của cuốn Tôn Tử gồm 8.000 chữ, quán xuyến tư tưởng và phương pháp của duy vật luận đơn thuần và biện chính pháp nguyên thủy, nêu lên được mối quan hệ phức tạp của chiến tranh với chính trị, ngoại giao, kinh tế, hoàn cảnh tự nhiên, cùng là tác dụng tương hỗ giữa năng động chủ quan của người dụng binh với quy luật khách quan, điều kiện hiện thực, đề cập một cách toàn diện quy luật phổ biến của chiến tranh và nguyên tắc trọng yếu của chỉ đạo chiến tranh.
Binh pháp Tôn Tử là binh thư sớm nhất, vĩ đại nhất thời cổ ở Trung Quốc, mà từ xưa đến nay được xếp hàng đầu trong bảy tập võ kinh. Người Nhật suy tôn Tôn Vũ là thủy tổ của binh học phương đông là thánh điển binh học và là binh thư thời cổ bậc nhất thế giới. Thiên hoàng Minh Trị cũng đã được nghe giảng dạy về Binh pháp Tôn Tử. Binh pháp của Tôn Vũ được dịch ra nhiều thứ tiếng nước ngoài, ở châu Âu cũng rất được tôn sùng. Trong các cuộc chiến tranh liên miên, Hoàng đế Napoléon Bonaparte cũng thường đọc Tôn Tử binh pháp. Không những thế, theo nhà nghiên cứu Quách Hóa Nhược, sau cuộc Thế chiến thứ nhất, khi Hoàng đế (Kaiser) Wilhelm II của Đức được đọc Binh pháp Tôn Tử, đã than rằng:
"Tiếc thay 20 năm trước đây Trẫm không được xem cuốn sách này" 
Nhà cách mạng Trung Quốc Mao Trạch Đông cũng chịu ảnh hưởng của binh pháp Tôn Tử, thể hiện qua các binh thư của ông. Thất bại của người Mỹ trong cuộc Chiến tranh Việt Nam cũng khiến cho các nhà lý luận quân sự hàng đầu của nước Mỹ phải để ý đến Tôn Tử binh pháp. Tháng 8 năm 1990, sau khi Chiến tranh vùng Vịnh bùng phát, phóng viên Thời báo Los Angeles đến phỏng vấn Tổng thống George H. W. Bush, phát hiện trên bàn làm việc của ông có bày hai cuốn sách, là Hoàng đế Caesar và Binh pháp Tôn Tử. Có người nói: Trong cuộc Chiến tranh vùng Vịnh, các sĩ quan quân đội Hoa Kỳ đều mang theo Binh pháp Tôn Tử. Như vậy cho thấy cuốn binh pháp cổ đại có từ 2500 năm trước, trong cuộc chiến tranh hiện đại hoá hôm nay vẫn phát huy ảnh hưởng sâu rộng. Danh tướng Takeda Shingen (Vũ Điền Tín Huyền) được tôn xưng là"Tôn Tử"của Nhật Bản. Ông suy tôn Tôn Tử là bậc thầy của mình, viết bốn câu trong Binh pháp Tôn Tử lên cờ trận, cắm tại cửa doanh trại.
"Lúc nhanh thì như gió cuốn, lúc chậm rãi như rừng sâu, lúc tấn công như lửa cháy, lúc phòng ngự như núi đá".
Tôn Tử binh pháp không chỉ là báu vật của văn hoá truyền thống của dân tộc Trung Hoa, mà còn là tinh hoa của văn hoá thế giới, là của cải tinh thần chung của nhân loại. Trong khi dịch Tôn Tử binh pháp năm 1957, Quách Hóa Nhược tâm sự: Văn cổ của Tôn Tử cô đúc nếu dịch theo một cách đơn giản thì trúc trắc khó hiểu, tuy trung thành nhưng không"đạt". Cho nên một mặt phải hết sức trung thành với nguyên văn, từng chữ từng câu đều phải cố giữ ý nghĩa cũ của nó, không thể thêm thắt, nếu không sẽ hoá ra chú thích. Nhưng, một mặt khác giữ từ và câu trong giọng văn diễn tả lại phải bồi bổ thêm cho gọn ý, khiến người đọc dễ hiểu. Văn cổ của Tôn Tử, văn gọn nghĩa sâu, nhiều âm điệu, có thể nói để trong vườn sẽ toả mùi thơm của hoa quý, ném xuống đất sẽ có tiếng kêu của bạc vàng. Nhiều từ sắp đối nhau, nhiều câu trùng lắp thật là đẹp khiến người ta không nỡ và cũng không dám tự ý để làm mất thần sắc và âm điệu giàu có của nó
Lời tựa do nhóm biên dịch cuốn Truyện Tôn Tử của Tào Nghiêu Đức có đoạn viết: Trước tác"Binh pháp Tôn Tử"là bộ binh pháp kinh điển hàng đầu thế giới, được danh tướng các thời đại đề cao, nức tiếng xưa nay. Tác dụng và giá trị của nó, không chỉ hạn hẹp trong phạm vi quân sự, mà các lĩnh vực chính trị, ngoại giao, văn hoá, kinh tế, đều chịu ảnh hưởng sâu sắc.
Một tuyệt tác quân sự kinh điển ở châu Âu sánh vai với binh pháp Tôn Tư là"Những quân lệnh của Friedrich Đại đế dành cho binh tướng của mình"do chính vị vua - chiến binh vĩ đại Friedrich II của Phổ (Friedrich Đại đế) viết nên (1747). Các nhà nghiên cứu cho rằng kiệt tác này có nhiều tư tưởng giống với binh pháp Tôn Tử. Tỷ như trong khi Tôn Tử viết: "Biết người biết ta, trăm trận không nguy; không biết người mà chỉ biết ta, một trận thắng một trận thua; không biết người, không biết ta, mọi trận đều bại." Thì Friedrich Đại đế cũng có viết: "Một người phải biết về các kẻ thù của mình, các liên minh của chúng, bản chất và tài nguyên của nước chúng để mà còn tiến quân. Một người phải biết kiếm bạn hữu, biết tài nguyên của mình, và phải biết nhận thấy những hiệu quả tương lai mà người này mong muốn hoặc lo sợ từ những thủ đoạn chính trị". Mã Nhất Phu đánh giá về binh pháp Tôn Tử như sau: Ảnh hưởng của cuốn Tôn Tử không chỉ giới hạn ở lĩnh vực quân sự."Tôn Tử"là phương lược trị quốc của chính trị gia, là tấm gương soi của nhà triết học, là pháp bảo của nhà ngoại giao, là báu vật ở trong con mắt của văn học gia; trong cuộc thương chiến kịch liệt hiện nay, đó cũng là sách giáo khoa chiến lược của những nhà kinh doanh. Vị thần kinh doanh Tùng Hạ của Nhật Bản cũng cho rằng, cuốn Tôn Tử là pháp bảo thành công của ông ta 
Binh pháp Tôn Tử được vận dụng rộng rãi trong nhiều lĩnh vực, hấp dẫn được sự chú ý nghiên cứu của nhiều nhân sĩ, cuối cùng đã gây thành một sức nóng Tôn Tử mang tính toàn cầu.

### Hạn chế
Do hạn chế của hiện thực khách quan và mức độ nhận thức đương thời, cuốn Tôn Tử không thể tránh khỏi những chỗ thiên lệch hoặc lầm lẫn, như xem nhẹ vai trò binh sĩ, chỉ chú trọng được lợi mà không để ý đến chính nghĩa hay là không chính nghĩa như: cướp bóc thôn xóm, giành lấy nhân lực của nước địch; mở rộng lãnh thổ, giành lấy của cải nước địch. Cần chú ý xem lại những phần đó.
Trên thực tế, những việc như trên là điều không thể nào tránh khỏi. Trong giao tranh, điều quan trọng nhất mà một tướng lĩnh phải đặt lên hàng đầu chính là kết quả của trận chiến, chỉ cần thắng lợi thì những điều khác đều không còn ý nghĩa
ví dụ: nếu như không tấn công các thôn làng sẽ không thể duy trì lực lượng chiến đấu cho quân sĩ, không thể ép quân địch tự chui vào kế. Hoặc nếu như chỉ quan tâm đến số người có thể bị mất thì không thể nào có thể chiến thắng.

## Trích dẫn
Có người nói rằng phép biện chứng của Tôn Vũ chỉ khuôn trong lĩnh vực quân sự học, phạm vi nhỏ hẹp. Nhận định như vậy là thiên lệch, bất cứ loại tư tưởng nào, chỉ cần nó giàu tính triết học, vô luận nhìn từ góc độ nào, đều có ý nghĩa chỉ đạo phổ biến. Nhiều vấn đề trong 13 thiên Binh pháp như:
- Tấn công địch khi nó không đề phòng, tác chiến một cách bất ngờ
- Tự bảo vệ mình để giành thắng lợi
- Tránh chỗ thực đánh vào chỗ hư
- Giành thắng lợi theo tình hình của địch
- Ra lệnh thì dùng văn, trị an thì dùng võ

Tuy nói về quân sự, nhưng phù hợp với các ngành nghề. Ở một số nước có nền kinh tế phát triển, ngay khi tuyển dụng nhân viên bán hàng, cũng không tách rời nội dung của Binh pháp Tôn Tử . Câu cuối cùng chương 3 như sau:
故曰：知彼知己，百戰不殆；不知彼而知己，一勝一負；不知彼，不知己，每戰必敗 ("tri bỉ tri kỷ, bách chiến bất đãi; bất tri bỉ nhi tri kỷ, nhất thắng nhất phụ; bất tri bỉ, bất tri kỷ, mỗi chiến tất bại")
Biết người biết ta, trăm trận không nguy; không biết người mà chỉ biết ta, một trận thắng một trận thua; không biết người, không biết ta, mọi trận đều bại.
Câu này đã đi vào thành ngữ Trung Quốc và Việt Nam, rất phổ biến nhưng nội dung có khác đi:
"Tri kỷ tri bỉ, bách chiến bách thắng"("Biết người biết ta, trăm trận trăm thắng")

## Phụ chú
1. ↑  Còn có tên tiếng Anh là The Art of War ("Nghệ thuật Chiến tranh" hoặc "Binh pháp")